# Kali chloride (y tế)
Kali chloride được sử dụng như một loại thuốc để điều trị và dự phòng chứng giảm kali huyết. Low blood potassium may occur due to vomiting, diarrhea, or certain medications. Nguyên nhân giảm kali trong máu có thể do nôn mửa, tiêu chảy hoặc một số tình trạng khác. Các dạng nén đậm đặc nên được pha loãng trước khi sử dụng. Thuốc được đưa vào cơ thể bằng đường tiêm chậm vào tĩnh mạch hoặc bằng miệng.
Các tác dụng phụ có thể bao gồm các vấn đề về tim nếu đưa vào quá nhanh bằng đường tiêm tĩnh mạch. Qua đường miệng có thể dẫn đến đau bụng, viêm loét dạ dày tá tràng, hoặc chảy máu đường tiêu hóa. Nên thận trọng ở những người có những vấn đề về thận. Miễn không xảy ra tăng kali máu, sử dụng trong thai kỳ hoặc cho con búKali chloride được cho là an toàn cho trẻ. Thông thường, lượng tiêm vào tĩnh mạch không nên quá 40 mmol/l (3gm/l).
Kali chloride được đưa vào sử dụng thương mại quy mô lớn như một loại phân bón vào năm 1861 và được sử dụng y tế từ những năm 1950. Thuốc nằm trong Danh sách các thuốc thiết yếu của WHO, những loại thuốc hiệu quả và an toàn nhất cần thiết trong một hệ thống y tế. Kali chloride có sẵn dưới dạng thuốc gốc. Chi phí bán buôn ở các nước đang phát triển là khoảng 0,44 USD/10 ml dung dịch 10%. Tại Vương quốc Anh 10 ml dung dịch 15% tốn NHS khoảng 0,48 pound. In the United Kingdom 10 ml of 15% solution costs the NHS about 0.48 pounds.